# Daniela Caraman Fotea
Daniela Caraman Fotea (n. 4 mai 1943, Constanța – d. 20 aprilie 2020, București) a fost critic muzical, jurnalist de artă, muzicolog și autor de non-ficțiune român, membră a numeroase organizații profesionale, membră a numeroase jurii la diferite festivaluri de muzică (printre care și a juriului Festivalului național muzică ușoară de la Mamaia), fost director artistic al casei de discuri Electrocord și a altor entități din domeniul artistic.
Caraman Fotea a fost membră a Uniunii Compozitorilor și Muzicologilor din România, membru fondator al Colegiului criticilor muzicali Mihail Jora și membru al Uniunii Criticilor, Coregrafilor și Realizatorilor de Radio și Televiziune.

## Biografie[4]

### Educație
Născută la 4 mai 1943 în Constanța, urmează între 1960 și 1965 cursurile Conservatorului de Muzică „Ciprian Porumbescu” din București, secția muzicologie, dirijat coral.

### Redactor alRadioteleviziunii Române
Între 1965-1980, în calitate de redactor, redactor principal și șef de secție în Radioteleviziunea Română, Caraman Fotea a realizat mii de emisiuni în genurile muzicale de operă, operetă, muzică ușoară, rock, pop, folk, jazz.

#### Din 1965 - 1971 -Redacția de operă-operetă
Numită prin repartiție guvernamentală la Radiodifuziune (la 1 septembrie 1965) în Direcția muzicală, redacția de operă-operetă, semnează mii de programe muzicale simple sau comparate. În această calitate semnează foarte multe programe muzicale muzicale de diferite amplitudini.
A fost inițiatoarea a unor cicluri de emisiuni, așa cum au fost, 
1. Panoramic Opera, prima revistă radiofonică de actualități dedicată operei, având conținut multiplu: cronici muzicale, înterviuri, prezentări de prime audiții - emisiunea se desfășura bilunar, duminica, pe programul 2, orele 15.30; între 1966-1970;
2. Personaje în monolog — fragmente din piese de teatru alăturate momentelor similare din opere;
3. Soliști români pe meridianele lumii — interviuri cu eventuale exemplificări;
4. Opera româneasca cronică a istoriei — lucrări lirice inspirate din literatura de profil;
5. Opera românească și literatură — paralele muzical-epice între genul liric și literatură;
6. Galeria personajelor de operă — eroi lirici – cele mai importante momente din dramaturgia unei opere,
7. Scenarii muzical literare — emisiuni (de lungime de 2-3 ore) de prezentare a unor lucrări în primă audiție. Exemple ar fi operelor „Albert Herring” de Benjamin Britten, „Sunetul muzicii” de Richard Rodgers și altele.

#### Din 1971 -Redacția de muzică ușoară
În 1971 este numită șef de secție la Redacția de muzică ușoară, calitate în care a realizat emisiuni de tipul 
1. La microfon melodia preferată (primele ediții prezentate în direct);
2. Arpegii (redactor Doru Popovici);
3. De la 1 la 5,
4. Radiodivertisment muzical.

Realizează transmisii în direct de la Festivalul de Jazz de la Sibiu, Festivalul național de muzică ușoara de la Mamaia, la care a participat și ca membru al juriului.

### Director artistic al Casei de discuri Electrecord
Între 1980 și mai 1989, în calitate de redactor-șef și director artistic al Casei de discuri Electrecord este la baza planurilor editoriale de înregistra și transfera pe vinil circa 3.000 de titluri literare (poezie, teatru, basme), didactice și din toate domeniile muzicale din România (muzică simfonică, de operă, de cameră, muzică ușoară, rock, pop, folk, jazz, folclor, șamd). Astfel se pot menționa, printre altele:
1. Integrala stereo a lucrărilor lui George Enescu,
2. Integrala Simfoniilor de Ludwig van Beethoven,
3. Integrala Simfoniilor de Bruckner (Filarmonica „G. Enescu”, dirijor Cristian Mandeal),
4. Integrala înregistrărilor Mariei Tănase,
5. Discuri reprezentând toate Filarmonicile din România
6. Serile folclorice intitulate Nunta la români.

De asemenea, Caraman Fotea a semnat în registrarea multor recitaluri ale soliștilor lirici, instrumentiști (pianști, violoniști, organiști) din România, ediții dedicate vedetelor divertismentului, alte serii folclorice. 

### Promovarea artiștilor muzicali români
În calitate de director artistic al Electrocordului, dar și după aceea, Daniela Caraman Fotea a promovat multe nume de artiști muzicali români, din toate genurile muzicale, atât cunoscuți, cât și artiști muzicali noi. Astfel, ca nume consacrate, se pot menționa nume din muzica populară precum Maria Dragomiroiu, Benone Sinulescu sau Gheorghe Turda, dar și tineri aspiranți la o carieră artistică precum grupul muzicianului Titus Munteanu, cunoscuta Școală a Vedetelor. De asemenea, nume ale muzicii ușoare, așa cum sunt Dida Drăgan, Dan Mândrilă, Gică Petrescu, formațiile Q Fonic și Savoy, Marius Țeicu, au fost înregistrate și promovate. Voci din domeniul folk, așa cum sunt Alexandru Andrieș, Maria Gheorghiu, Gheorghe Gheorghiu, Vasile Șeicaru și Victor Socaciu, au fost de asemenea promovate, dar și muzicieni de muzică cultă, precum Dan Grigore și de jazz, precum Johnny Răducanu, au constituit sursa atenției și lansărilor sale.

### Premiul Kousevitzky
Pentru promovarea constantă și consecventă a creației muzicale românești, în 1983 i s-a conferit Premiul Kousevitzky pentru discul dedicat compozitorului Cornel Țăranu.

### Apartenență la organizații profesionale
Daniela Caraman Fotea a fost, din 1968, membră a Uniunii Compozitorilor și Muzicologilor din România, membră a Biroului secției de muzică ușoară (1975-1990), a secției de muzicologie (din 2005). Caraman Fotea a fost, de asemenea membru fondator al Colegiului criticilor muzicali „Mihail Jora” și Membru al Uniunii Criticilor, Coregrafilor și Realizatorilor de Radio și Televiziune.

### Prezentare a Danielei Caraman Fotea — Titus Vîjeu
| “ | Zecile de cronici muzicale, eseuri și prezentări publicate în reviste și ziare precum „Muzica“, „Melos“, „Contemporanul“, „România liberă“, „Cotidianul“ ș.a. întregesc fișa de creație a Danielei Caraman Fotea, unul dintre cei mai activi și respectați critici muzicali ai acestor ani. | ” |

Titus Vîjeu — Scripta manent. Ghid biobibliografic al scriitorilor din Radio: 1928-2004, Editura Casa Radio, 2005

## Lucrări publicate[6]
- 1971 - Ghid de operă, Editura Muzicală, volum scris în colaborare cu Gabriela Constantinescu, Grigore Constantinescu și Iosif Sava
- 1973 - Ghid de balet, Editura Muzicală, volum scris în colaborare cu Iosif Sava și Grigore Constantinescu
- 1977 - Disco - Ghid rock, Editura Muzicală, în colaborare cu Florian Lungu
- 1979 - Disco - Ghid Rock, Editura Muzicală, ediția a doua
- 1982 - Conexiuni rock - De la Bill Haley la "Beatles" si "Rolling Stones", Editura Muzicală
- 1985 - Melodii de neuitat, Editura Muzicală
- 1987 - Cele mai indragite melodii din repertoriul interpretilor preferati, Editura Muzicală
- 1989 - Meridianele cîntecului, Editura Muzicală
- 2000 - Dicționar rock, pop, folk, Editura Humanitas, în colaborare cu Cristian Nicolau
- 2001 - Așteptîndu-l pe Vangelis, Editura Muzicală
- 2003 - Rock, pop, folk...remix, Editura Humanitas, în colaborare cu Cristian Nicolau
- 2004 - Alternative pop dance, Editura Humanitas Educational, în colaborare cu Titus Andrei
- 2006 - Melodiind sub cerul frumosului liber. Convorbiri cu Doru Popovici, Editura Amurg Sentimental
- 2007 - Dicționar de termeni muzicali, Editura Litera Internațional
- 2008 - Fascinația dansului - dictionar de balet, Editura Muzicală, în colaborare cu Grigore Constantinescu
- 2011 - Laurentiu Profeta. In oglinda timpului: marturii, documente, amintiri, Editura Muzicală
- 2014 - Marius Teicu - compozitor de top, Editura Tracus Arte
- 2017 - Sabin Pautza maestrul", Editura Palimpsest